# اولام اینترنشنال
اولام اینترنشنال (به انگلیسی: Olam International) شرکت صنایع غذایی سنگاپوری است، که در زمینه تولید و توزیع مکمل‌ها و مواد غذایی، کالاهای اقتصادی و محصولات کشاورزی فعالیت می‌کند. 
شرکت اولام اینترنشنال در سال ۱۹۹۵ تأسیس شد و در حال حاضر دارای ۱۶ کارخانه تولید و بسته‌بندی محصولات غذایی می‌باشد، که از طریق شبکه‌ای از ۱۳٫۶۰۰ شعبه، محصولات خود را در ۶۰ کشور جهان توزیع می‌نماید.
دفتر مرکزی این شرکت در شهر سنگاپور قرار دارد و بخشی از سهام آن در بازار بورس سنگاپور معامله می‌شود. شرکت تماسک با در اختیار داشتن ۱۶ درصد از سهام اولام، بزرگترین سهام‌دار آن بشمار می‌آید.